# Cataloi (Tulcea)
Cataloi es una localidad rumana de la comuna de Frecăței, en el condado de Tulcea.

## Historia
Hacia comienzos del siglo XX la localidad, que ya por entonces pertenecía al condado de Tulcea, formaba parte de la comuna de homónima de Cataloi y tenía contabilizada una población de 1141 habitantes, entre ellos 351 rumanos, 299 alemanes, 153 búlgaros y 332 italianos.
En la segunda mitad del siglo XX la localidad había pasado a pertenecer a la comuna de Frecăței. En el censo de 2021 la localidad tenía una población de 1157 habitantes.